# Красне (станція)
Кра́сне — вузлова проміжна залізнична станція Львівської дирекції Львівської залізниці на перетині двох електрифікованих ліній Львів — Тернопіль та Красне — Здолбунів між станціями Задвір'я (13 км), Золочів (26 км) та Ожидів-Олесько (16 км). Розташована в однойменному селищі Золочівського району Львівської області.

## Історія
У 1867 році розпочалося будівництво Галицької залізниці імені Карла Людвіга. Спочатку прокладалася залізнична лінія Львів — Красне — Броди, а через два роки — відгалуження лінії через станції Золочів і Тернопіль на Підволочиськ. Таким чином із 1871 року маловідоме Красне набуло статусу залізничного вузла. На станції було зведено паровозне депо, двоповерхові будинки, вокзал, поворотне коло, водокачка з водонапірною баштою.
У 1876 році до Красного з Буська державним коштом було прокладено першу в Бузеччині кам'яну дорогу. Завдяки залізниці Красне одержало надійне транспортне сполучення з багатьма містами не лише Галичини, а й всієї Австро-Угорщини, у складі якої в цей час й перебувало.
У зв'язку з відкриттям станції починає розбудовуватися село, зростає кількість населення. Крім українців в селі оселяються поляки, які обслуговували залізницю, і декілька єврейських сімей, які займалися торгівлею і виробництвом мила.
У 1912 році у Красному було збудовано існуючий і понині міст над залізницею. До залізничної колії з боку Грабової попри Буський бровар (пивзавод) була прокладена вузькоколійка, яка використовувалася для доставки до залізниці не лише пива, але й пиломатеріалів із Грабівського тартака (пилорами), а також призначеної на продаж різної сільськогосподарської продукції з буського фільварку графа Бадені.
У воєнні періоди залізнична станція Красное була театром бойових дій усієї Бузеччини.
Після Першої світової війни (1914—1918) командою помічника Петра Франка — Степаном Слєзняком було відновлено вузькоколійку з Буська, зруйновану під час війни. Два вагончики швидко котилися нею, щоправда інколи сходили з рейок, але їх легко встановлювали на місце, й вони далі продовжували перевозити вантажі.
У 1943 році німці ешелоном на Батьківщину перевозили маховик великого діаметра. Поїзд зруйнував міст майже наполовину його ширини у західному напрямку. Щоб уникнути подібних ситуацій, міст підняли вище на 40 см (ремонтні роботи тривали досить тривалий час). По закінченні Другої світової війни залізничний вузол продовжував відігравати значну роль у житті селища, на якому працювало понад 700 залізничників.
З 1960-х років станція зазнала реконструкції: побудовано парки прийому/відправлення поїздів (здолбунівський, тернопільський), службові приміщення; здійснено електричну централізацію стрілок; електрифіковано стрілкові пости, а також лінію Львів — Красне — Здолбунів (коли електрифікували станцію, міст підняли на висоту 6 м від колії). Крім того значно розширено вантажообіг станції. Щоденно від станції відїжджало з вантажами по 70–90 автомашин — це свідчило про розвиток економіки Красного й навколишніх сіл. На станцію для колгоспів прибували техніка, мінеральні добрива, будівельні матеріали, для торговельних організацій — різноманітні промислові та продуктові товари.
12 березня 1990 року на 41-му кілометрі станції Красне трапилася залізнична аварія — зіткнення платформ із тепловозом, яким керувала локомотивна бригада депо «Львів-Схід» під керівництвом І. М. Черевка. В результаті інциденту загинув складач поїздів Л. О. Максименко.
30 липня 1998 року завершений капітальний ремонт станції: оновлено кімнати, зал чекання, усі адміністративні приміщення, фасад, доріжки, перони, кімнату матері й дитини, поставлено нову металеву огорожу, а також електрифіковано Тернопільський напрямок.

## Пасажирське сполучення
На станції зупиняються поїзди далекого та приміського сполучення у Здолбунівському, Львівському та Тернопільському напрямках.